# Port lotniczy Valjevo
Port lotniczy Valjevo (IATA: QWV, ICAO: LYVA) – port lotniczy położony w miejscowości Valjevo, w Serbii.

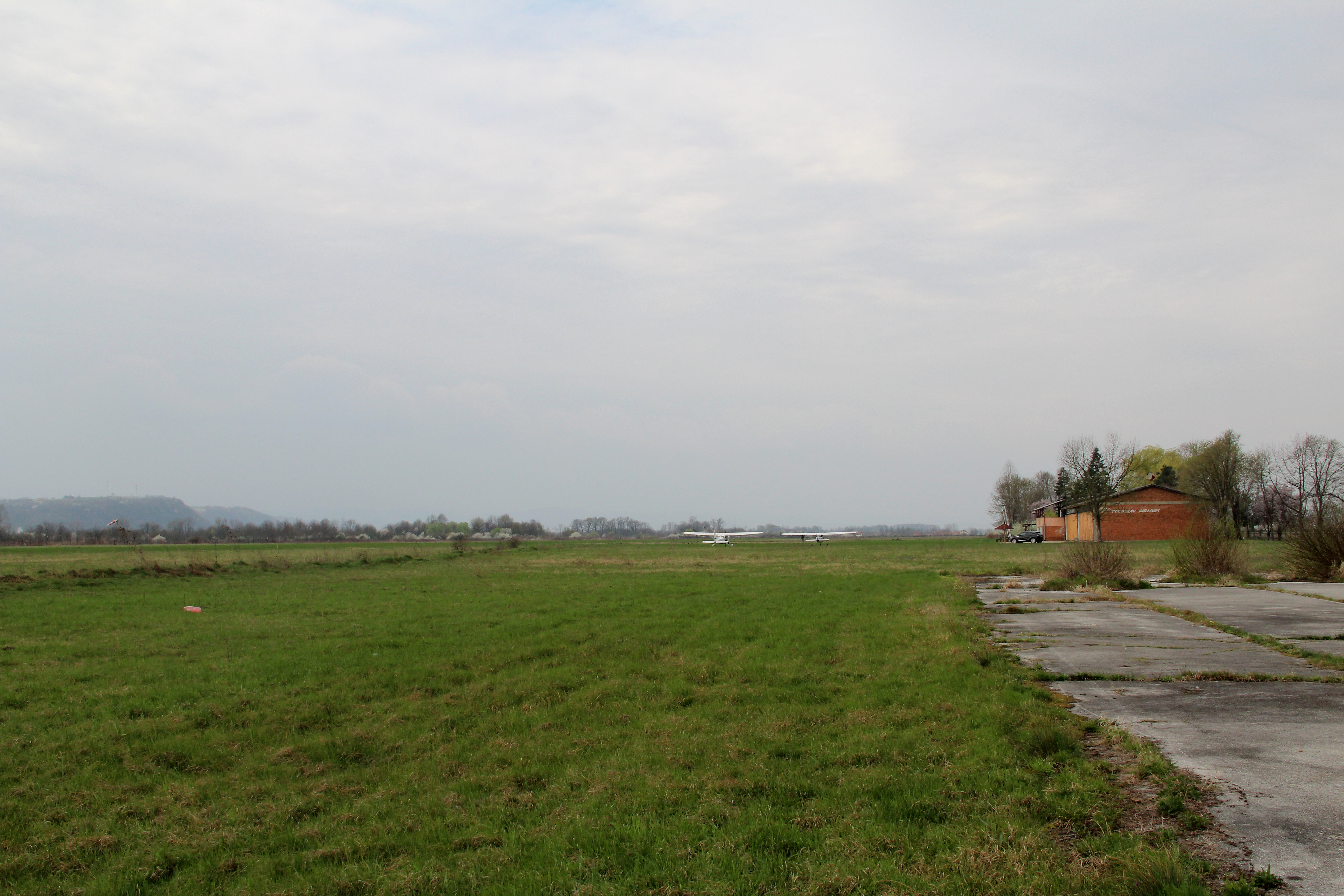
Divci - Port lotniczy
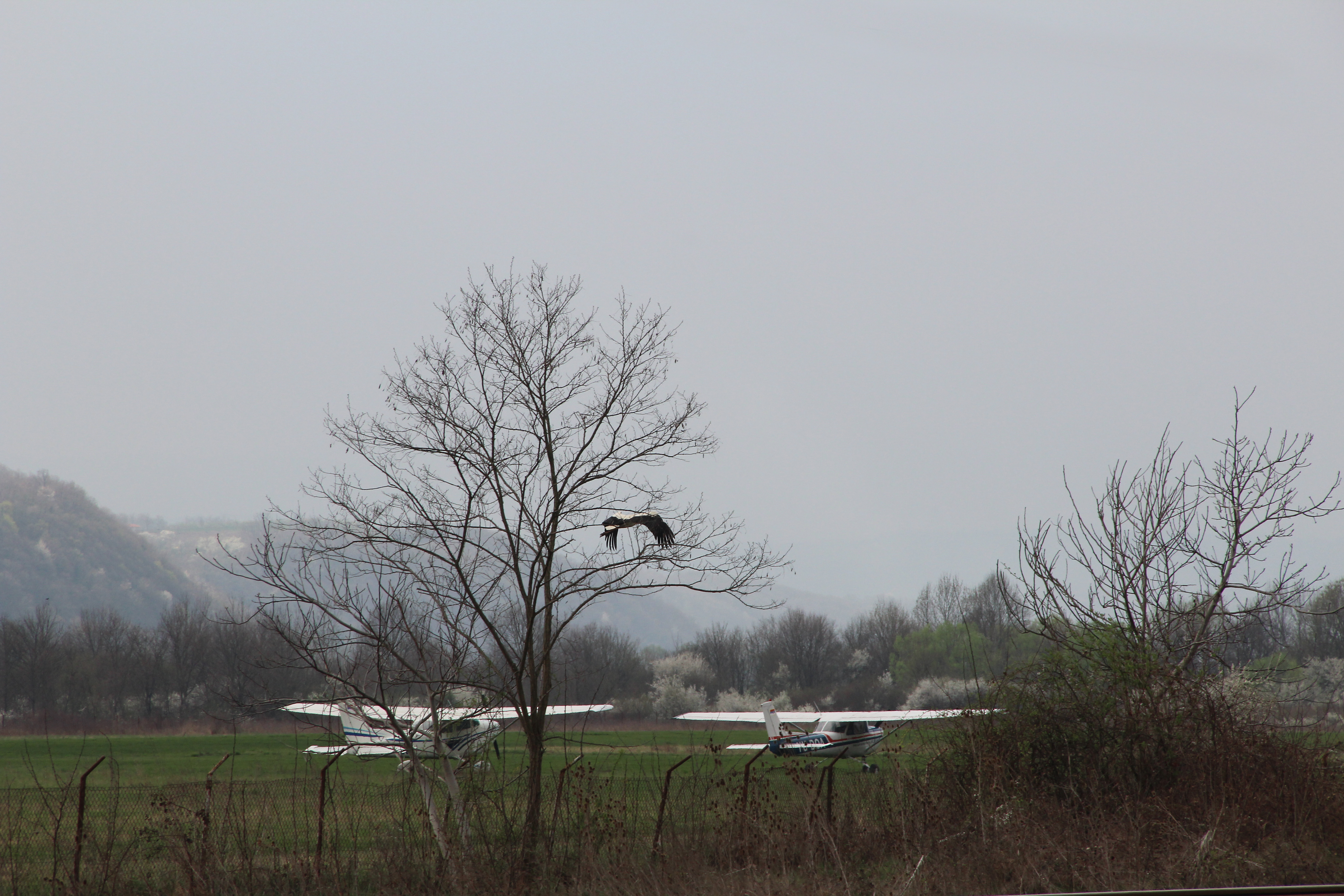
Divci - Port lotniczy